# Abingdon-Schwert

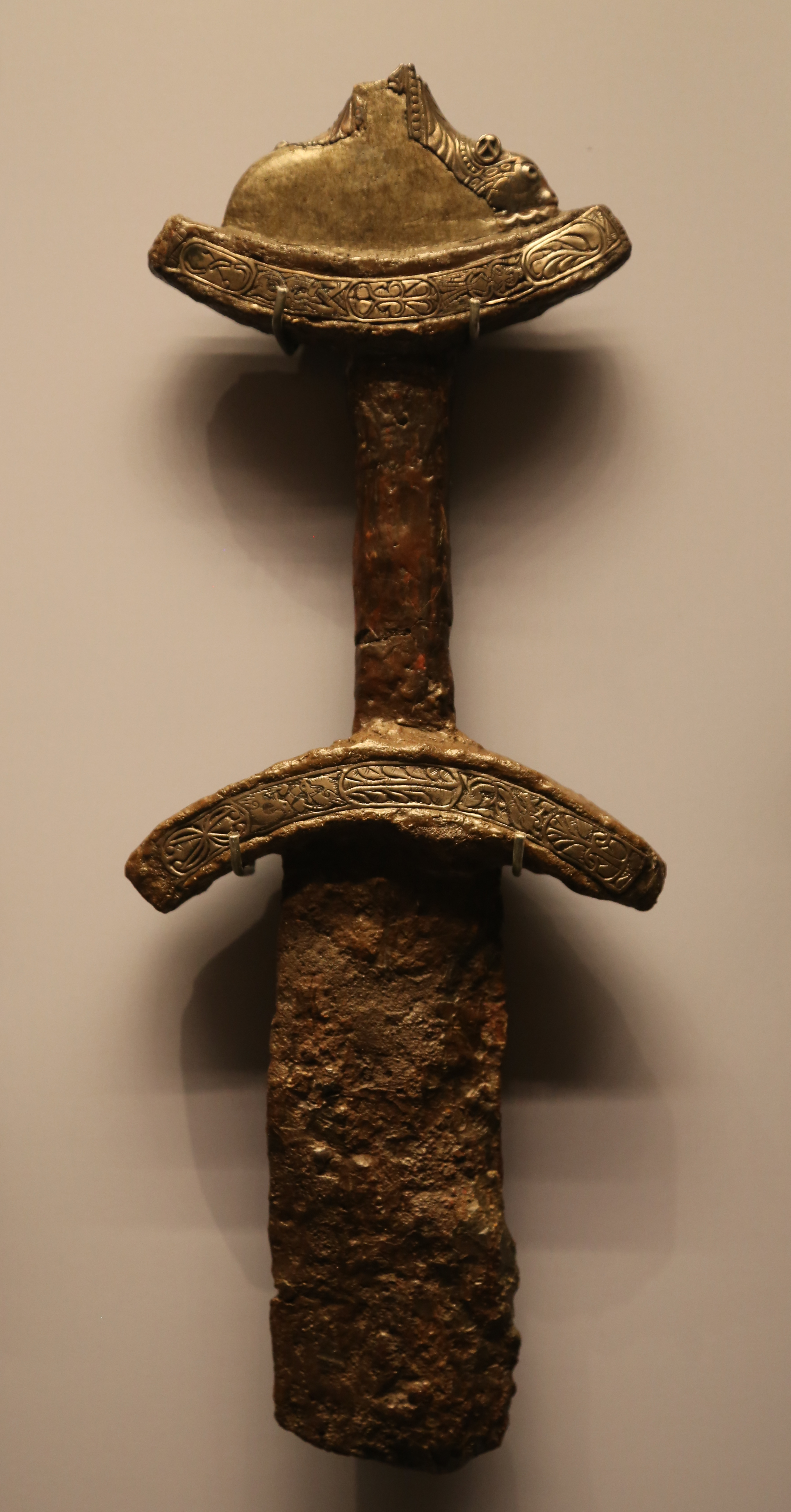
Abingdon-Schwert

Das 1874 gefundene Abingdon-Schwert gehört zur Gruppe der „Oberlörick — Samson — Abingdon“-Schwerter und ist ein spätangelsächsisches Eisenschwert, von dem nur die ersten Zentimeter der Klinge und der Griff erhalten sind. Der Stil deutet darauf hin, dass das Schwert aus dem späten 9. bis 10. Jahrhundert stammt. Es befindet sich in der Sammlung des Ashmolean Museum in Oxford. Eine Nachbildung ist seit 2012 im Abingdon County Hall Museum ausgestellt. Das Schwert wurde möglicherweise in Buggs Mill, am Fluss Ock in der Nähe von Abingdon (seinerzeit in Berkshire, heute Oxfordshire) nahe der Themse gefunden. 

## Beschreibung
Das Schwert hat silberne Beschläge mit Niello-Intarsien im Trewhiddle-Stil. Die oberen und unteren Griffenden sind gebogen und mit Mustern im Tierstil verziert, darunter Blattmuster sowie Tier- und Menschenfiguren. Die Darstellungen auf der Parierstange wurden als Symbole der vier Evangelisten gedeutet. Der Stil der Blätter findet sich auch auf der Stola von St. Cuthbert in Durham. Den Knauf verzieren zwei nach außen gerichtete nun fragmentarische Tierköpfe mit abstehenden Ohren, runden Augen und Nasenlöchern. 
Der untere Teil der Klinge fehlt. Röntgenaufnahmen zeigen, dass die Klinge damasziert ist.